# Lee Hyeon-sook
이현숙
Œuvres principales
Première œuvre : Making Friends (manhwa)
Autres ouvrages :
Dans ce nom coréen, le nom de famille, Lee, précède le nom personnel.
Pour les articles homonymes, voir Lee.
Lee Hyeon-sook (en coréen : 이현숙) est une manhwaga née un 12 novembre en Corée du Sud.

## Biographie
Lee Hyeon-sook commence sa carrière de manhwaga en 1992 avec Making Friends.

## Publication
- 1992 : Making Friends (친구 만들기)
- 2001 : Really?! (리얼리), 7 volumes (Daiwon C.I.)
- 2001 : The Shadow of Moon (월영), 5 volumes (Sigongsa)
- 2004 : Plus beau que l'amour (사랑보다 아름다운 유혹), 5 volumes (Daiwon C.I., Éditions Saphira)
- 2006 : Sunaebo (collectif), one shot (Daiwon C.I.)
- 2006-2008 : Flower of Evil (악의 꽃), 7 volumes (Daiwon C.I., Panini Manga)
- 2008 : Savage Garden (새비지 가든), 3 volumes (Daiwon C.I.)
- 2009 : Quelques jours en France, one shot (collectif : Kim Soo-young, Kang Do-ha, Oh Se-young, Suk Jung-hyun, Kim Dong-hwa, Anne Simon, Gabrielle Piquet, Max de Radiguès et Bastien Vivès) (Casterman)
- 2011 : Nobody Knows (manhwa), 7 volumes